# Maalhendhoo
Maalhendhoo is een van de bewoonde eilanden van het Noonu-atol behorende tot de Maldiven.

## Demografie
Maalhendhoo telt (stand september 2006) 373 vrouwen en 399 mannen.